# Vallée de Kimtinh
Kimtinh Vallis
Pour les articles homonymes, voir Kimtinh.
La vallée de Kimtinh (désignation internationale : Kimtinh Vallis) est une vallée située sur Vénus dans le quadrangle d'Aino Planitia. Elle a été nommée en référence au nom vietnamien de la planète Vénus.